# 長崎南方苑ユースホステル

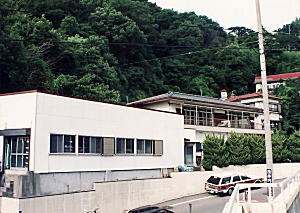
1992年1月

長崎南方苑ユースホステル（ながさきなんぽうえんユースホステル）は、日本ユースホステル協会に加盟していた長崎県のユースホステル。
山の中腹にあり、長崎の夜景を一望できた。通称は南方苑。ペアレントは今村マサヨ。

## 沿革
- 1975年8月 - 開館
- 1985年7月頃 - 食堂・厨房が拡幅
- 1995年 - 閉館[3]

## 所在地
- 850 長崎県長崎市浜平町320[2]（開館当時の住居表示）
- 850-0041 長崎県長崎市浜平2丁目7

## アクセス
- 長崎駅東口から立山行き県営バス終点下車、徒歩６分。[2]
- 長崎駅東口から浜平行き県営バス終点下車すぐ。（1984年秋頃より）
- 長崎駅から徒歩15分。

## 主な行事
- 元旦　新春お楽しみ会[4]
- 3月21日頃　春のOL大会
- 8月14日　開所記念祭